# Фирца (город)

Фирца (Tirza) на землях колена Манассии

Фирца, (ивр. תִרְצָה‎, Тирца) — город в Самарии, принадлежал колену Манассиину, служил столицей Израильского царства от царя Иеровоама I до построения Самарии царём Амврием.
О местоположении его нет точного указания ни в Библии, ни у Флавия, ни у Евсевия. Тирцу идентифицируют с теллем Тель-ал-Фара (Tell el-Far’ah) в Самарии, это мнение поддерживает большинство современных исследователей, но существуют две альтернативные идентификации. Археологические раскопки показали, что на холме Тель-ал-Фара в X веке до нашей эры находился хорошо распланированный город.
Тирца славилась своим живописным положением. В книге Песнь Песней царя Соломона он по красоте своего положения ставится наравне с Иерусалимом: «Прекрасна ты, возлюбленная моя, как Фирца, любезна, как Иерусалим, грозна, как полки со знамёнами» (Песн. 6:4).